# Ápparansuolu
Ápparansuolu är en ö i Finland. Den ligger i Tana älv och i kommunen Utsjoki i den ekonomiska regionen Norra Lappland och landskapet Lappland, i den norra delen av landet, 1 100 km norr om huvudstaden Helsingfors. Öns area är 5,3 hektar och dess största längd är 0,5 kilometer i öst-västlig riktning.